# Lixus angustatus
Lixus angustatus är en insekt i familjen vivlar som förekommer i Europa (inklusive Iberiska halvön) och kring Medelhavet. I Storbritannien är arten troligen utdöd. Arten har en genomsnittlig längd av 5,5 mm. Kroppsfärgen varierar mellan brun och grön.